# Amidotrizoesäure
Amidotrizoesäure (Amidotrizoat, 3,5-Bis(acetamido)-2,4,6-triiodbenzoesäure) ist ein wasserlösliches, nierengängiges, hochosmolares, iodhaltiges, in der Radiologie verwendetes Kontrastmittel.

## Verbindungen
Amidotrizoesäure kommt in Form verschiedener Salze zur arzneilichen Anwendung:
- Meglumin-Amidotrizoat
- Natrium-Amidotrizoat
- L-Lysin-Amidotrizoat

Die jeweiligen Formulierungen (Lösungen zum Einnehmen, Injizieren, Instillieren) unterscheiden sich in ihrer Osmolalität (sie ist um den Faktor 5 bis 8 höher als die des Blutes), in ihrem Natrium- und Jodgehalt sowie in ihrer Viskosität, wodurch die Art der Anwendung bestimmt wird.

## Anwendungen
Amidotrizoat-haltige Kontrastmittel werden für verschiedene Zwecke verwendet.
- Darstellung des Magen-Darm-Traktes, insbesondere, wenn der Verdacht auf eine Perforation besteht. Im Gegensatz zu Bariumsulfat-haltigen Kontrastmitteln führt Amidotrizoat bei Austritt in den Bauchraum nicht zur gefürchteten chemischen Bauchfellentzündung. Es können stark konzentrierte Kontrastmittel verwendet werden (zum Beispiel 10 g Natrium-Amidotrizoat und 66 g Meglumin-Amidotrizoat auf 100 ml Kontrastmittel; Handelsnamen Gastrografin®, Gastrolux®).

- Darstellungen im urologischen/endoskopischen Bereich: beispielsweise des harnableitenden Systems mittels retrograder Urethrographie, der Gelenke mittels Arthrographie, oder der Gallenwege, Gallenblase und des Pankreasgangs mittels endoskopisch-retrograder Cholangiopankreatikographie. Je nach Anwendungsgebiet werden Lösungen verschiedener Osmolalität und Viskosität verwendet (zum Beispiel 60 g L-Lysin-Amidotrizoat auf 100 ml Kontrastmittel; Handelsname Peritrast Infusio® 300/60%).

Mit Datum vom 1. Juli 2000 hat das Bundesinstitut für Arzneimittel und Medizinprodukte (BfArM) die Zulassung der ionischen, stark hypertonen Kontrastmittel (Diatrizoat = Amidotrizoat, Ioxitalamat) für die intravasale Applikation widerrufen. Die Begründung dieser Maßnahme liegt in der  negativen Nutzen-Risiko-Abschätzung dieser Kontrastmittel. Die niederosmolalen und insbesondere die nicht-ionischen Kontrastmittel sind aufgrund verminderter osmo- und chemotoxischer Wirkungen eindeutig besser verträglich.

## Struktur-Wirkungs-Beziehungen
Die Carboxygruppe  ist verantwortlich für die Salzbildung und damit für die Löslichkeit und die Ausscheidung mit dem Harn. Die drei symmetrisch angeordneten Iodatome bewirken die gewünschte Kontrastdichte. Die Acetylaminogruppen vermindern die Lipophilie der Grundsubstanz und bewirken eine drastische Abnahme der Proteinbindung. Eine hohe Proteinbindung soll verantwortlich sein für Membranschädigungen, Hemmung von Enzymen und andere Nebenwirkungen.

## Handelsnamen
Monopräparate
Gastrografin (D, CH), Gastrolux (D), Gastrolux CT (D), Gastrolux RE (D), Gastrovue (Dom. Rep.), Peritrast (D, A), Urolux Retro (D)
Kombinationspräparate
Ethibloc (D),